# Beckermonds
Beckermonds – osada w Anglii, w hrabstwie North Yorkshire, w dystrykcie (unitary authority) North Yorkshire. Leży 79 km na zachód od miasta York i 332 km na północny zachód od Londynu.